# 에스토니아 신분증

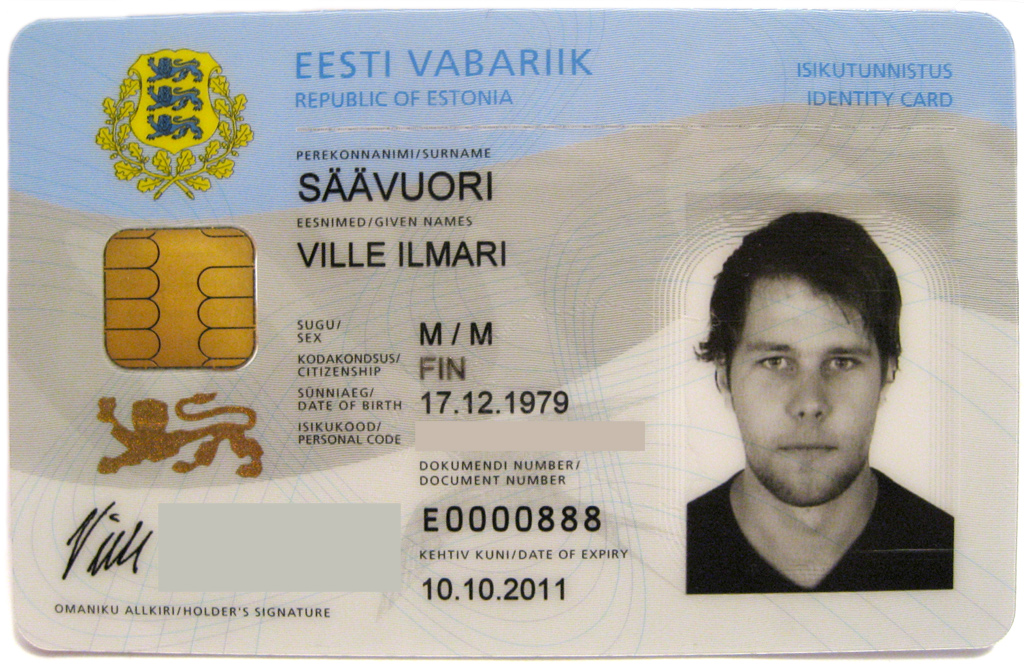

에스토니아 신분증(Estonian identity card)은 에스토니아 정부가 발행하는 전자 시민권증이다.

## 역사
2015년, 세계 최초로 전자시민권(e-residency)을 발행해 전세계인들이 에스토니아의 시민권을 얻어 에스토니아에 회사를 설립하고 금융 거래를 할 수 있도록 했다. 100유로만 내면 외국인도 인터넷을 통해 에스토니아 전자 시민권증을 발급받을 수 있다. 그러면, 온라인으로 에스토니아에 회사를 설립할 수 있다. 200유로와 15분만 투자하면 법인을 설립할 수 있다. 온라인으로 모든 절차를 마치기 때문에 관공서를 찾아갈 일도 없다.
법인세율은 0%다. 법인세 자체는 0%가 맞지만 배당소득세는 20%로 내국인이나 외국인 모두에게 동일하게 적용된다. 기업이 내는 사회보장세는 33%이지만, 전체적으로 법인이 내는 세금이 매우 적다.
이렇게 창업이 쉬워서, 에스토니아를 유럽의 실리콘밸리라고 부른다.
블록체인의 강국인 에스토니아는 2017년말 전자영주권(e-Residency) 시스템과 연동해 이용될 가상화폐인 에스트코인(estcoin)을 2018년 중 발행할 계획이다.

## 같이 보기
- 에스토니아 전자영주권